# Церковь Успения Божией Матери (Петушки)

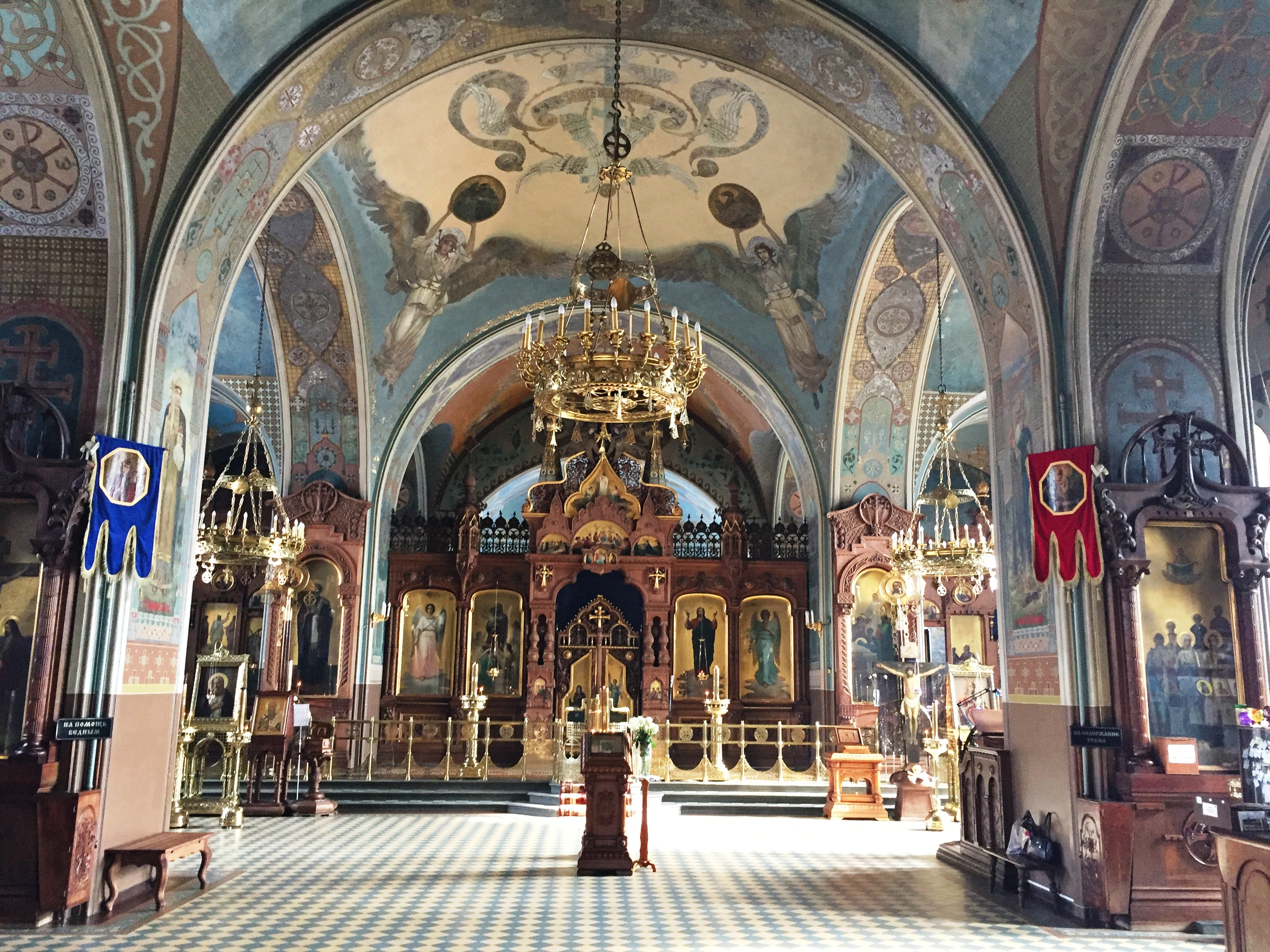
Интерьер церкви Успения Божией Матери в Петушках

Церковь Успения Пресвятой Богородицы (Свято-Успенский храм) — православный храм в городе Петушки Владимирской области.

## История
Церковь построена на месте, которое издревле называлось «Поповка». По преданиям, здесь стоял деревянный храм, который сожгли отряды Батыя. Восстановленная церковь была уничтожена уже в Смутное время. Место до начала строительства Свято-Успенского храма осенял установленный местными жителями деревянный крест.
Каменную церковь на собственные средства начал строить в сентябре 1904 года московский промышленник и предприниматель Иван Павлович Кузнецов, судьба семьи которого была связана с Петушками. Уникальная трёхчастная церковь Успения Пресвятой Богородицы построена в русском стиле, характерном для конца XIX — начала XX веков, и представляет собой редкий для Владимирской области памятник, который исследователи относят к направлению «ретросиентивизм» являющемуся разновидностью позднего модерна.
Большинство предметов для совершения обрядов было выполнено московской фабрикой «Товарищество П. И. Оловянишникова», которую считали лучшей по производству церковной утвари в начале XX века.
18—19 июля (по старому стилю) 1910 года состоялось торжественное освещение храма. А деревне Петушки был присвоен статус села. На освещении церкви присутствовали Высокоприосвященнейший архиепископ Владимирский и Суздальский Николай, который освятил главный престол храма перед Божественной литургией, протоиереи владимирских Успенского и Дмитриевского соборов, духовенство уезда. 19 июля 1910 года при участии протодиакона А. И. Лебедева были освящены предельные престолы: за ранней обедней Николаевский левый придел протоиереем г. Покрова П. О. Обтемперанским, за поздней — правый предел Иоанна Богослова протоиереем Кафедрального собора П. П. Евгеновым.
Первым настоятелем Свято-Успенского храма стал Пётр Григорьевич Покровский. Он оставался настоятелем до своей смерти в 1954 году.
В советское время храм не закрывался. В начале тридцатых годов с колокольни Свято-Успенского храма были сброшены большие и малые колокола. Многие из них раскололись. Во второй половине XX века удалось вернуть в храм несколько малых колоколов, а языки больших хранятся на колокольне церкви.
В 1990-е годы благотворителями были пожертвованы новые колокола и финансовые средства для золочения куполов храма.
30—31 июля 2010 года в Свято-Успенском храме было отпраздновано столетие со дня освещения. 30 июля 2010 года в ограде Успенского храма была совершена заупокойная молитва о строителе Иване Павловиче Кузнецове, о первом настоятеле храма митрофорном протоиерее Петре Покровском и обо всех, кто был связан с историей и жизнью церкви. В память о строителе при храме была открыта памятная мемориальная доска, которую освятил настоятель храма протоиерей Сергий Берёзкин. В этот же день в районном Доме культуры, в котором расположен Музей Петуха, была открыта выставка, посвященная 100-летию храма. На выставке были представлены старинные предметы, принадлежавшие семье строителя храма, церковная утварь, «брачные обыски», фотографии, связанные с историей храма. Также состоялся торжественный вечер. На торжественных богослужениях присутствовали Архиепископ Евлогий (Смирнов), наместник Богородице-Рождественского епархиального мужского монастыря священноархимандрит Нил (Сычёв), благочинный протоиерей Сергий Берёзкин, игумен Авель (Ургалкин), протоиерей Александр Алёшин (г. Костерёво), протоиерей Владимир Кузин (с. Крутово), протоиерей Андрей Голубев (пос. Головино Судогодского благочиния), протоиерей Александр Кузин (с. Санино), священник Леонид Беспалов (г. Покров), священник Александр Брагар (с. Иваново), священник Артемий Исмайылов (г. Петушки), священник Артемий Аксеной (г. Петушки), священник Геннадий Швитков (с. Иваново), протодиакон Иоанн Барковский, диакон Сергий Мешков, диакон Вячеслав Федотов (все Свято-Успенский кафедральный собор г. Владимир), диакон Андрей Сидоров (г. Владимир), диакон Николай Соболь (г. Петушки).

## Убранство

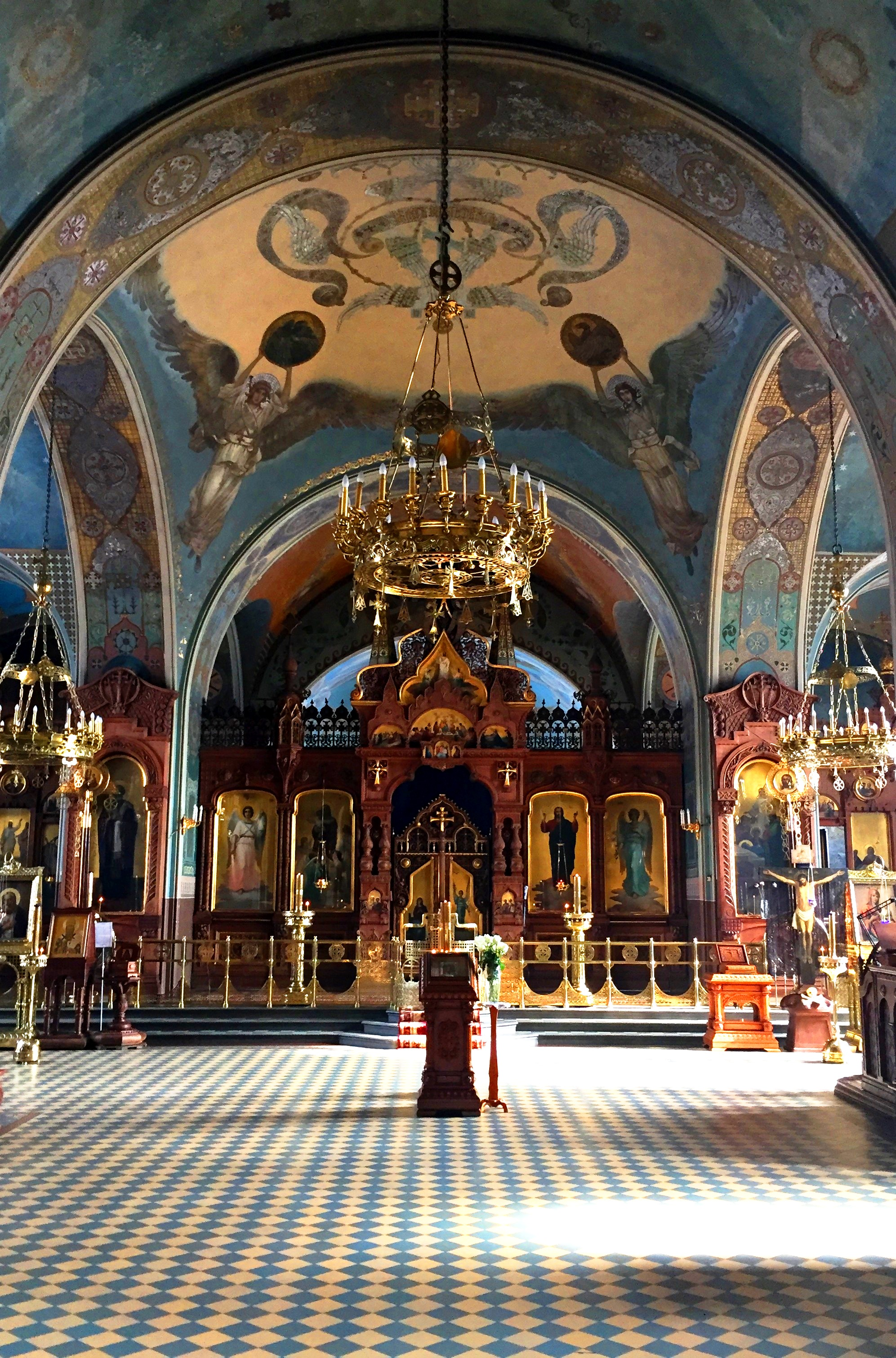
Интерьер церкви Успения Божией Матери в Петушках

Вход в храм украшает надпись: «Вера без дела мертва есть».
Особую ценность представляет внутреннее убранство храма. Удивительное архитектурное пространство, живописное оформление и предметы декоративно-прикладного искусства не имеют аналогов. Чудесен резной дубовый иконостас, на общем темном фоне которого золотом сияют иконы. Живописные орнаменты храма, изображения херувимов на иконостасе, святых на столпах и стенах, а также некоторые сюжеты настенных росписей перекликаются с монументальными произведениями В. М. Васнецова, В. Д. Поленова и других художников.
И живопись, и предметы декоративно-прикладного искусства отличаются высоким профессионализмом исполнения и единой стилевой направленностью. Неповторим комплекс бронзовых предметов церкви, в которых прослеживаются раннехристианские мотивы: ограды солеи, фонари, большие и малые паникадила, хоругви, подсвечники.
Многое из убранства храма сохранилось со времени его открытия в 1910 году. На многих предметах церковной утвари выгравирована или вышита надпись по просьбе основателя церкви И. П. Кузнецова: «О спасении Иоанна и Наталии со чадами» (Наталия Никитична (урож. Брашнина) — жена Ивана Павловича Кузнецова).

## Духовенство
- Настоятель храма — Протоиерей Сергий Берёзкин
- Иерей Николай Ишутин
- Иерей Дионисий Рязанов